# 亞歷山德里亞省
亞歷山德里亞省（義大利語：Provincia di Alessandria）是意大利皮埃蒙特大区的一個省。面積3,559平方公里，2014年人口425,297人。首府亞歷山德里亞。
下分190市鎮。